# Emilia Brodin
Emilia Elisabeth Brodin, née: Emilia Appelqvist, (Uppsale, 11 februari 1990) is een Zweeds voetbalspeelster.
In 2012 werd Appelqvist met Tyresö FF landskampioen van Zweden.
Op de olympische zomerspelen van 2016 in Rio de Janeiro behaalde Appelqvist met het Zweeds voetbalelftal de bronzen medaille.

## Statistieken
| Seizoen | Club       | Land   | Competitie | Wedstrijden | Doelpunten |
| ------- | ---------- | ------ | ---------- | ----------- | ---------- |
| 2008    | Bälinge    | Zweden | DAM        | ?           | 1          |
| 2009    | AIK        | Zweden | DAM        | 16          | 0          |
| 2010    | AIK        | Zweden | DAM        | 21          | 0          |
| 2011    | Tyresö FF  | Zweden | DAM        | 16          | 0          |
| 2012    | Tyresö     | Zweden | DAM        | 16          | 0          |
| 2013    | Tyresö     | Zweden | DAM        | 2           | 0          |
| 2013    | Piteå IF   | Zweden | DAM        | 11          | 1          |
| 2014    | Piteå      | Zweden | DAM        | 8           | 1          |
| 2015    | Piteå      | Zweden | DAM        | 22          | 3          |
| 2016    | Djurgården | Zweden | DAM        | 16          | 3          |
| Totaal  | Totaal     | Totaal | Totaal     | 128         | 9          |

Laatste update: oktober 2020

## Interlands
In februari 2014 speelde Appelqvist haar eerste wedstrijd voor het Zweeds voetbalelftal.

## Privé
Appelqvist trouwde in juli 2017 met ijshockeyspeler Daniel Brodin. In 2018 kregen zij een dochter.